# Johan Wollebæk
Johan Herman Wollebæk, född 16 november 1875 i Gilhus i Lier, död 24 oktober 1940, var en norsk diplomat.

## Biografi
Wollebæk blev juris kandidat 1898 och ingick 1900 i utrikesdepartementet, där han befordrades 1905 till byrå- och 1916 till expeditionschef. Han var delegerad för Norge vid Spetsbergskonferenserna 1912 och 1914. deltog som departementstjänsteman i trekungamötet i Malmö 1914 samt ministermötena i Köpenhamn, Kristiania och Stockholm. Han utnämndes till envoyé 1920 i Berlin och innehade 1921–1940 samma befattning i Stockholm.